# 이항로 (1957년)
이항로(李杭魯, 1957년 2월 27일 ~ )은 대한민국의 정치인이다. 제48~49대 전라북도 진안군수이다.

## 학력
- 한국기술부사관고등학교 졸업
- 한국방송통신대학교 행정학과

## 경력
- 전라북도 진안군 진안읍장
- 2014.07 ~ 2019.10: 제48·49대 민선 6·7기 전라북도 진안군수(재선, 무소속 → 더불어민주당)

## 논란

### 공직선거법 위반
2017년 설과 추석에 유권자 수백 명에게 측근 김 모 씨 업체에서 생산한 홍삼 선물세트를 돌리고, 유권자 모임에 나가 과일 등 향응을 제공한 혐의(공직선거법 위반)으로 기소되었다. 2019년 2월 15일 전주지법에서 열린 1심에서 공직선거법 위반 혐의에 대해 징역 1년을 선고받아 법정구속되었다. 2019년 6월 18일 광주고법에서 열린 2심에서 공직선거법 위반 혐의에 대해 징역 10월을 선고받았다. 2019년 10월 17일 대법원 상고심에서 징역 10개월 형이 확정되어 군수직을 상실하였다.

## 상훈
- 2013.12.31 녹조근정훈장 수훈

## 역대 선거 결과
|  | 37.47% |

|  | 70.56% |

| 전임 송영선 | 제48·49대 전라북도 진안군수(민선) 2014년 7월 1일 ~ 2019년 10월 17일 | 후임 (권한대행)최성용 (권한대행)나해수 (재보궐)전춘성 |